# 袁崧
袁山松（4世紀—401年），又名袁崧（清人丁国钧認為是書寫筆誤，嚴可均則作名崧字山松），陈郡阳夏县（今河南省周口市太康县）人。東晉音樂家、史學家。是袁涣的七世孙，袁瑰的曾孫，袁喬之孫，袁方平之子，袁宏的堂侄。

## 生平
袁山松少有才名，博學能文，嗣封其父的湘西縣伯，曾任南瑯琊郡
及吳郡太守，官至秘書監。
孫恩盧循之亂時期，隆安五年（401年）五月，山松為吳郡太守（一說吳國內史），守滬瀆，城陷被殺。

## 家庭

### 子女
僅有一個女兒

## 特徵

### 音樂
袁山松善音樂，喜歡讓手下的人唱挽歌（一說行路難），有如送葬的隊伍。與唱樂羊曇、挽歌桓伊號稱三絕。
宋褘為當世美女死後，葬在金城南山，正對瑯琊郡城門。袁崧為瑯琊太守，每次喝醉，輒乘坐肩輿，探望宋褘墓地，唱《行路難》歌。
出遊時經過高平國人張湛家前，看見張湛家前種松樹、養八哥，便下令手下作曲。人謂「張屋下陳尸，袁道上行殯」。

### 史書
著有《後漢書》百卷，劉孝標注《世說新語》多引之，今不傳，清代錢塘姚之駰輯其佚文一卷。
袁山松表示：“书之为难也有五：烦而不整，一难也；俗而不典，二难也；书不实录，三难也；赏罚不中，四难也；文不胜质，五难也。”

## 相關
純孝陳遺是為袁山松部下。

## 更多阅读
陳郡袁氏
- 《晉書·袁瑰（附袁山松）傳》
- 《世說新語》附劉孝標注
- 《全晉文·卷五十六》
- 《s:續晉陽秋》